# Fjerde Xhosa-krig
|  | Sammenskrivningsforslag Artiklen Fjerde Xhosa-krig er foreslået føjet ind i Xhosa-krigene. (Siden august 2020) Diskutér forslaget |

Den fjerde Xhosa-krig indebar at de britiske tropper, som holdt Kap-kolonien i det nuværende  Sydafrika besat under Napoleonskrigene, slog til på den østlige front i 1811 og fordrev Xhosa fra Zuurveld. Krigen startede i 1811 og sluttede i 1819.

Styrker
Boerne
- 5.000 våbenføre mænd
- 60.000 i befolkningstal
- 1.000 i tabstal

Xhosa
- 100.000 våbenføre mænd
- 3.500.000 i befolkningstal
- 25.000 i tabstal